# Rio Zwickauer Mulde

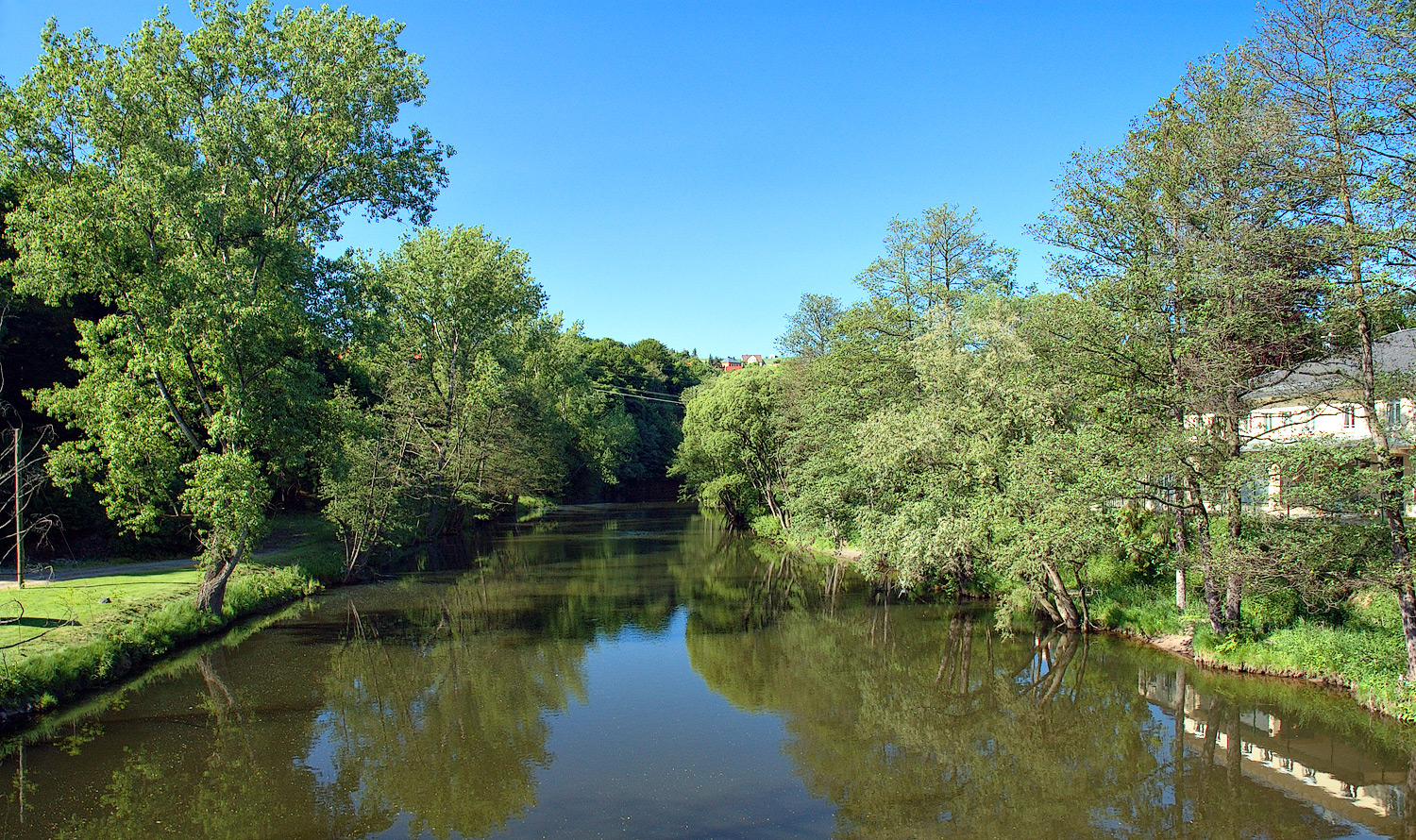
Zwickauer Mulde em Wilkau-Haßlau

O Zwickauer Mulde () (pronúncia tsvɪkaʊɐ ˈmʊldə) é um rio no Estado Livre da Saxónia, Alemanha. É um afluente da margem esquerda do Mulde e tem 166 km de comprimento.
Nasce nos Montes Metalíferos, perto de Schöneck, no Vogtlandkreis. Corre para nordeste, no sentido do Aue, e depois para noroeste para Zwickau (de onde toma o nome), e para norte para Glauchau, Rochlitz e Colditz. A norte desta última localidade junta-se ao Freiberger Mulde para formar o Rio Mulde, por sua vez afluente to Rio Elba.